# Falk Wünsch

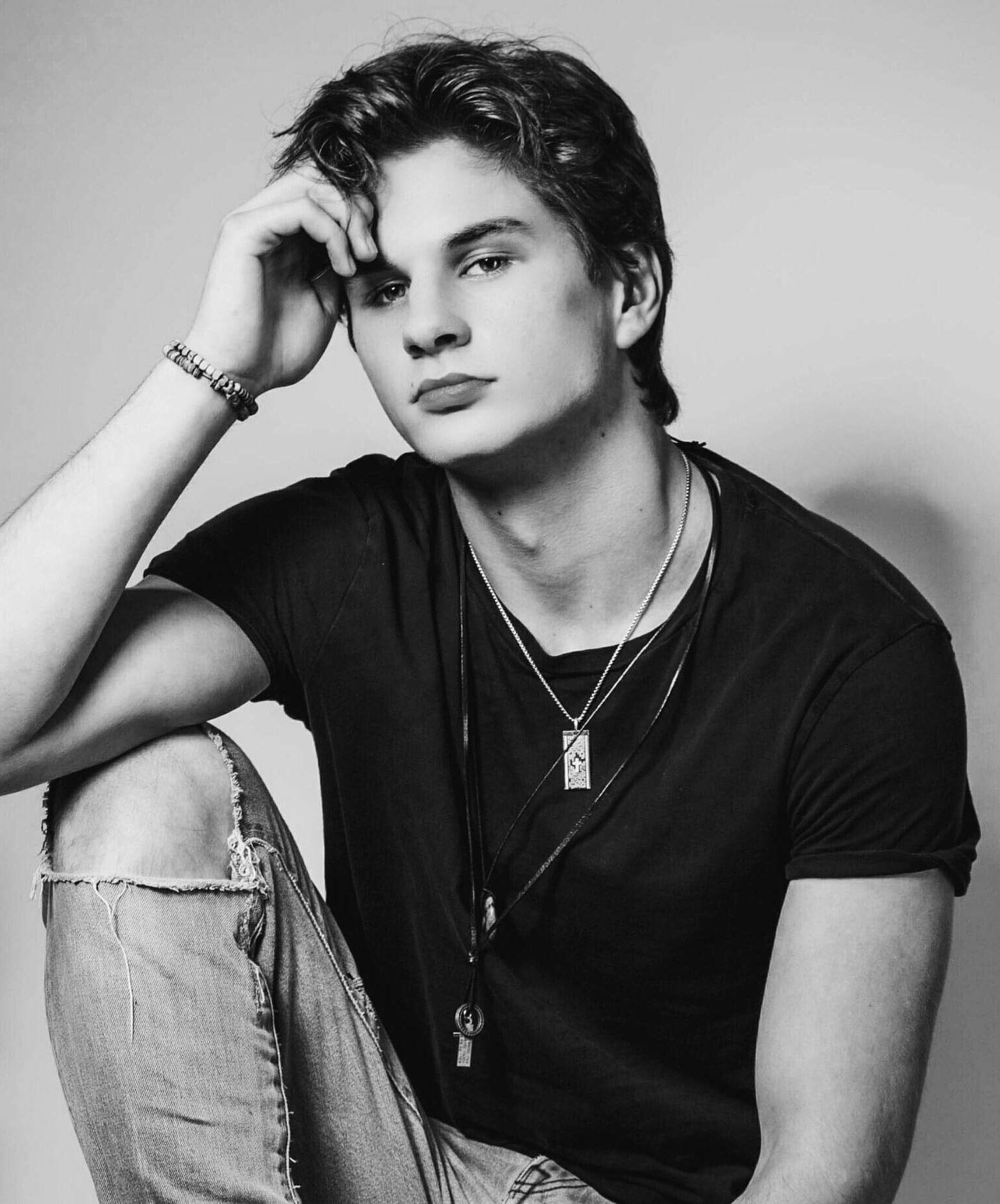
Falk Wünsch

Falk Luka Wünsch (* 18. August 1997 in Suhl) ist ein deutscher Filmkomponist, Produzent und Musiker (Klavier). Sein Debüt als Filmkomponist war die Musik für The Time (2016).

## Leben
Falk Wünsch wuchs Teils in Suhl, Teils in Zella-Mehlis auf und begann bereits im Grundschulalter verschiedene Instrumente zu spielen. Mit 14 Jahren fing er an, mit dem Klavier öffentlich aufzutreten und eigene Kompositionen zu kreieren.
Nachdem Wünsch mit seinem ersten Stück 2015 einen Contest gewann, entschied er sich dem Komponieren und Produzieren nachzugehen. Bereits beim Erlernen das Klavierinstrumentes, konzentrierte sich Falk auf die Filmmusik.
2016 konnte Wünsch seinen erst zweiten Track in Zusammenarbeit mit Kauri-Romet Aadamsoo und Raido Kuks im Kurzfilm The Time produzieren. Kurz darauf folgte 2016 die Veröffentlichung seines ersten Albums Live durch das Label Traxx. Ein Jahr später folgte sein zweites Album Drawing Room und 2018 konnte Wünsch in Zusammenarbeit mit Annette und Emma Westwood für Whoever you are... bereits mehrere Preise gewinnen, sowie sein drittes Album Moments unter seinem eigenen Label FW veröffentlichen. Im Jahr 2020 wurde ein Plattenvertrag (Fallen) mit dem Label 4tvmusic / BMG Rights Management geschlossen.

## Diskografie

### Alben
- 2016: Live
- 2017: Drawing Room
- 2018: Moments
- 2020: Fallen

## Auszeichnungen
- Juni 2018: Independent Shorts Awards Los Angeles: Gold Award Best Original Score
- August 2018: Top Indie Film Awards: Best Music
- Oktober 2018: Nominierung Southampton International Film Festival: Best Score in a Short Film
- September 2022: Third Prize International Youth Music Competitions Atlanta, USA
- November 2022: Nominierung IndieX Film Festival Los Angeles: Best Original Score
- Dezember 2022: First Runner-Up International Youth Music Competitions – Artists of the Year Atlanta, USA

## Filmografie
- 2016: The Time
- 2017: Whoever You Are...[4]
- 2022: This Little Girl
- 2022: The Vagabonds